# Мейер, Рудольф
Рудольф Герман Мейер (нем. Rudolf Hermann Meyer; 10 декабря 1839, Фридеберг, Ноймарк (ныне Стшельце-Краеньске, Польша) — 16 января 1899, Дессау) — германский экономист, научный писатель-публицист, консерватор.

## Биография
Среднее образование получил в Кольберге и Штеттине, с 1860 по 1864 год изучал в Берлинском университете историю, философию и экономику.
С 1867 года публиковался в «Berliner Revue», в 1870—1873 годах был главным редактором этого издания. В 1872 году предпринял неудачную попытку создать монархическую консервативную партию. В 1874 году получил докторскую степень. Был членом Немецкой консервативной партии, но в 1876 году был исключён из неё за «социалистические» идеи. Примкнув к консервативной оппозиции против князя Бисмарка, был за своё сочинение «Politische Gründer und die Korruption in Deutschland» (Лейпциг, 1877) привлечён к суду и приговорён к полуторалетнему тюремному заключению, однако бежал в Австро-Венгрию, где жил с 1877 по 1881 год и был редактором газеты «Vaterland». Находился в близких отношениях с Родбертусом, письма которого к нему он издал под заглавием «Briefe und socialpolitische Aufsätze von Rodberlus-Jagetzow» (Берлин, 1880—1881).
В 1881 году эмигрировал в Северную Америку и жил сначала в США, а затем в Канаде, где создал успешную ферму. В 1889 году вернулся в Австро-Венгрию, где давал консультации землевладельцам чешских и моравских земель и вновь сотрудничал в «Vaterland». В 1897 году смог вернуться в Германию.
Состоял в переписке со многими мыслителями-социалистами своего времени, включая Карла Маркса и Карла Каутского. По своим политическим взглядам был христианским антикапиталистом и социалистом-консерватором, выступал за запрет ростовщичества и национализацию предприятий, одновременно считал, что социальные реформы должны проводиться государством и церковью; был сторонником монархии.

## Сочинения
Главные работы:
- «Der Emancipationskampf des vierten Standes» (Берлин, 1872—1874),
- «Die deutschen Banken» (Берлин, 1872—1875),
- «Der Socialismus in Dänemark» (Берлин, 1874),
- «Ursachen der amerikanischen Konkurrenz» (с картой, Берлин, 1883),
- «Heimstätten u. andere Wirtschaftsgesetze der Vereinigten Staaten von Amerika, von Kanada, Russland, China, Indien, Rumänien, Serbien und England» (Берлин, 1883),
- «La crise internationale de l’industrie et de l’agriculture» (Берлин, 1885).

В 1891 году поместил в «Historisch-politische Blätter» ряд статей о влиянии хлебных пошлин в Германии, выступая против таможенной политики аграриев. Впоследствии напечатал в журнале «Neue Zeit», издаваемом Каутским, «Anbaupolilik und Nahrungsmittel» (10 Jahrg., I), «Die socialpolitische Bedeutung der Getreideelevatoren» (10 Jahrg., II), «Zur Frage der Verstaatlichung des Getreidehandels» (там же), «Das nahende Ende des landwirtschaftlichen Grossbetriebes» (11 Jahrg., I).